# Pochotitán
Pochotitán är en ort i Mexiko.   Den ligger i kommunen Tlapacoyan och delstaten Veracruz, i den sydöstra delen av landet, 210 km öster om huvudstaden Mexico City. Pochotitán ligger 551 meter över havet och antalet invånare är 429.
Terrängen runt Pochotitán är kuperad. Runt Pochotitán är det ganska tätbefolkat, med 100 invånare per kvadratkilometer. Närmaste större samhälle är Tlapacoyan, 2,3 km nordost om Pochotitán. I omgivningarna runt Pochotitán växer huvudsakligen savannskog.